# Benin na Letních olympijských hrách 2008
Benin se účastnil Letní olympiády 2008 ve třech sportech. Zastupovalo jej 5 sportovců. Vlajkonoškou byla nejstarší členka výpravy, sprinterka Fabienne Feraez. Benin byl první zemí, která vztyčila svou vlajku v olympijské vesnici.

## Atletika
- Fabienne Feraez (200 m ženy) – vypadla v rozběhu
- Mathieu Gnanligo (400 m muži) – vypadl v rozběhu

## Plavání
- Alois Dansou (50 m v. zp. muži) – vypadl v rozplavbě (62. místo celkově)
- Gloria Koussihouede (50 m v. zp. ženy) – vypadla v rozplavbě (87. místo celkově)

## Taekwondo
- Moloise Ogoudjobi (do 58 kg muži) – vypadl v prvním kole[4]